# Hermann Keidanski
Hermann Keidanski, o posteriorment, amb el cognom germanitzat: Keidanz, Kaidanz (nascut el 4 de novembre, de 1865, a Władysławowo (actual Polònia) – desembre de 1938, Alemanya) fou un jugador d'escacs jueu prussià.
Va néixer a Pomerània (Pomorze, Pommern), quan el territori era una de les províncies del Regne de Prússia, però va viure principalment a Berlin, on hi participà en molts torneigs d'escacs, principalment els anys 1890.
|  |

## Resultats destacats en competició
Keidanski va empatar als llocs 8è-9è a Colònia 1898 (11è DSB Congress, Hauptturnier A, el campió fou Ottokar Pavelka), fou 2n, rere Julius Finn, a Nova York 1903, i empatà als llocs 5è-6è al torneig de la New York State Chess Association 1907.
És destacable que el 1891 va guanyar (en una exhibició de simultànies) una partida contra el futur Campió del Món Emanuel Lasker.
En matxs, va perdre contra Carl August Walbrodt (1–5) el 1891, i guanyà contra Eugene Delmar (4–1) el 1902.

### Rànquing mundial
El seu millor rànquing Elo s'ha estimat en 2459 punts, el setembre de 1894, moment en què tenia 28 anys, cosa que el situaria en 70è lloc mundial en aquella data. Segons chessmetrics, va arribar a ser el 62è millor jugador mundial el febrer de 1890.

## Contribucions a la teoria dels escacs
El seu nom és vinculat a la Variant Keidanski de la defensa prussiana (1.e4 e5 2.Cf3 Cc6 3.Ac4 Cf6 4.d4 exd4 5.e5 d5 6.Aa5 Ce4 7.Cxd4 Ac5 8.Cxc6!? Axf2+ 9.Rf1 Dh4!). Algunes anàlisis del Dr. Hermann Kaidanz sobre aquesta línia varen aparèixer a la publicació especialitzada Wiener Schachzeitung el 1904, i van coadjuvar a posteriors investigacions sobre aquesta línia de banda de jugadors de primer nivell, com ara Carl Schlechter.
 També va analitzar l'anomenat gambit Keidanski (1.e4 e5 2.Ac4 Cf6 3.d4 exd4 4.Cf3 Cxe4 5.Dxd4).